# Sensor de Infrarrojo No Dispersivo

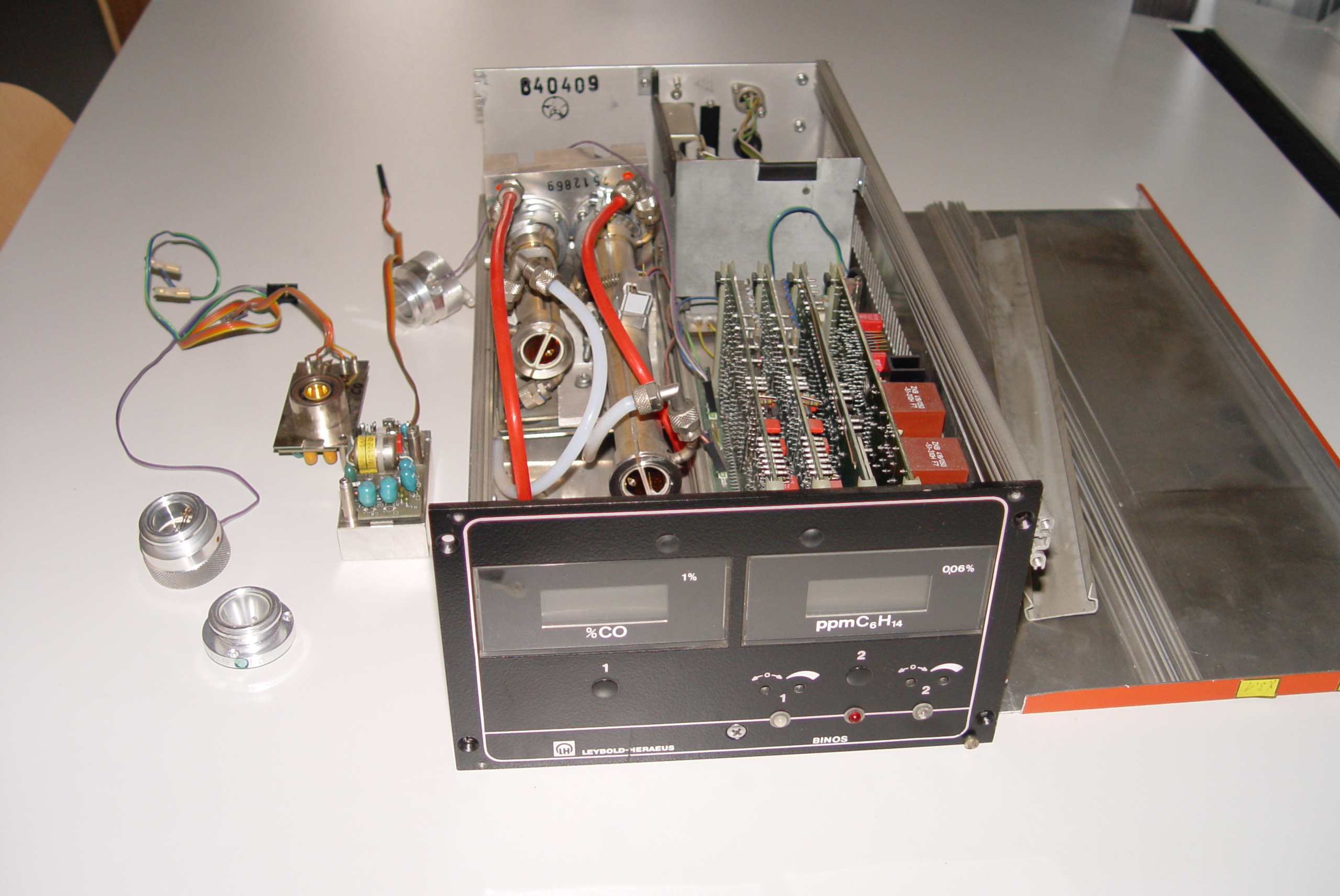
NDIR

Un sensor de infrarrojo no dispersivo (o sensor NDIR, por sus siglas en inglés, Non Dispersive Infrared Detector) es un simple dispositivo espectroscópico de uso frecuente como detector de gas .

## Principio
Los componentes principales de un sensor NDIR son una fuente de infrarrojos (lámpara), una cámara para la muestra o tubo de luz, un filtro de longitud de onda, y el detector de infrarrojos. El gas se bombea (o difunde) a la cámara de la muestra, y la concentración de gas se mide electroópticamente por la absorción de una determinada longitud de onda en el infrarrojo (IR). La luz infrarroja se dirige cruzando la cámara de la muestra hacia el detector. El detector tiene un filtro óptico frente a él, que elimina toda la luz, salvo la longitud de onda que pueden absorben las moléculas del gas seleccionado. Lo ideal sería que las moléculas de otro tipo de gas no absorbieran la luz de esa longitud de onda, y no afectasen a la cantidad de luz que llega al detector.
Como muchos gases absorben bien en el área del infrarrojo, a menudo es necesario compensar las componentes de interferencia. Por ejemplo, las emisiones de CO2 y H2O a menudo poseen sensibilidad cruzada en el espectro infrarrojo. Como muchas de las mediciones en el área del infrarrojo tienen sensibilidad cruzada con el H2O es por lo que a veces no es posible analizar, por ejemplo, SO2 o NO2 a bajas concentraciones utilizando el principio de la luz infrarroja.
La señal infrarroja de la fuente es habitualmente cortada o modulada para que las señales del fondo térmico puedan ser eliminadas de la señal deseada.